# Batalla de Treviso
La Batalla de Treviso fue un enfrentamiento en el 541 cerca de Treviso, Italia, entre Ostrogodos y Bizantinos durante la Guerra Gótica.
En el preludio de la batalla, el nuevo rey ostrogodo Ildibad había aprovechado la retirada del emperador bizantino del este de Roma. del general Belisario de Italia, extendiendo fácilmente su autoridad en Venecia y Liguria con una pequeña pero creciente fuerza gótica. En el año 541, Ildibad fue contratado en las afueras de Treviso por el general Vitalius, el comandante militar de la ciudad, cuya fuerza incluía un número considerable de Heruli. La batalla terminó con una victoria decisiva para Ildibad, con Vitalius apenas escapando mientras que el líder Heruli fue asesinado. Ildibad pudo posteriormente extender su autoridad a todo el Valle del Po, pero su asesinato por un Gepid en un banquete de palacio le impidió beneficiarse más de la victoria.